# Pirates (2005)
Pirates (englisch für ‚Piraten‘) ist ein Pornofilm aus dem Jahr 2005, der sich wie viele teure Erotikproduktionen neuerer Zeit an einem entsprechenden Hollywoodfilm, in diesem Fall Fluch der Karibik, orientiert.

## Handlung
Im Jahr 1763 jagt Captain Edward Reynolds erfolglos Piraten. Nachdem er jedoch Isabella aus Seenot rettet, erfährt er von ihr, dass das Schiff, auf dem sie mit ihrem Ehemann reiste, vom berühmten Piraten Victor Stagnetti überfallen wurde. Stagnetti sucht eine Schatzkarte, die er mit Hilfe eines magischen Rituals den Mächten der Finsternis entreißen will.
Durch die Unterstützung seiner ersten Offizierin Jules und der restlichen Crew erfährt Reynolds von diesem Vorhaben. Unerwartet erhält er auch Hilfe von Stagnettis erster Offizierin Serena, die in Ungnade gefallen ist, weil sie die zunehmend brutalen Methoden ihres Kapitäns nicht mehr ertragen konnte. Es beginnt ein Wettlauf mit der Zeit darum, wer zuerst auf der Schatzinsel ankommt. Reynolds erreicht die Insel kurz nach seinem Widersacher und wird von einer Horde untoter Seemann-Skelette angegriffen, die Stagnetti zuvor mit dem Ziel der Schatzsuche, einem mächtigen Artefakt, beschworen hatte. Nach seiner Flucht kommt es auf See zur finalen Schlacht zwischen den Kontrahenten.

## Hintergrund
Pirates ist eine Koproduktion der Studios Digital Playground und Adam & Eve und war der bis dahin teuerste Pornofilm. Gedreht wurde teilweise an Bord eines Nachbaus der Bounty im Hafen von Saint Petersburg, Florida. Der Film wurde – wie alle aktuellen Filme von Joone – mit High-Definition-Videokameras gefilmt. Für ein Werk dieses Genres enthält er außergewöhnlich viele Spezialeffekte.
Der Film enthält zahlreiche Anspielungen auf Fluch der Karibik, darunter das Setting sowie die Komödien-Elemente in einigen Dialogen und die satirische Darstellung des Piratenjägers Reynolds als naiven, angeberischen, aber sympathischen Antihelden.
Pirates wird in einer Drei-DVD-Box vertrieben, die neben der WMV-HD-Version (720p mit 5.1 Surround Sound) auch eine Standard-DVD-Version und eine Special-DVD mit verschiedenen Making-ofs und Biographien der Darsteller enthält.
Am 21. Mai 2006 erhielt eine gekürzte Version des Films von der MPAA eine R-Einstufung, was gegenüber der für Pornofilme sonst obligatorischen NC-17-Einstufung neue Vertriebs- und Werbemöglichkeiten eröffnete. Nach Angaben der Studios ist Pirates der erste adult movie, dem dies gelang.
2007 wurde auch die HD-DVD Version des Filmes veröffentlicht, am 4. Januar 2008 eine Blu-ray-Disc-Version in 1080p.
Der Film wurde mit einem Budget von 1 Million US-Dollar gedreht und war seinerzeit der teuerste Film des Genres.

## Fortsetzung
Im Januar 2007 wurde bekannt, dass Digital Playground einen zweiten Teil des Films – wieder unter der Regie von Joone – veröffentlichen wird. Ein Trailer von Pirates II wurde auf der AVN’s Adult Entertainment Expo in Las Vegas gezeigt. Der Film wurde in den Vereinigten Staaten unter dem Titel Pirates II: Stagnetti’s Revenge am 27. September 2008 auf DVD und Blu-ray Disc veröffentlicht. Darsteller in Pirates II sind unter anderem Jesse Jane (Jules), Belladonna (Olivia), Evan Stone (Edward Reynolds), Sasha Grey (Maria), Katsuni (Xifeng) und Tommy Gunn (Victor Stagnetti).

## Auszeichnungen
- 2006: AVN Award: Best High Definition Production
- 2006: AVN Award: Best Special Effects
- 2006: AVN Award: Best Music
- 2006: AVN Award: Best DVD
- 2006: AVN Award: Best Video Feature
- 2006: AVN Award: Best Online Marketing Campaign
- 2006: AVN Award: Best Director (Joone)
- 2006: AVN Award: Best Actor Video (Evan Stone)
- 2006: AVN Award: Best Actress Video (Janine)
- 2006: AVN Award: Best All Girl Sex Scene (Janine & Jesse Jane)
- 2006: AVN Award: Best Supporting Actor-Video (Tommy Gunn)
- 2006: XRCO Award: Best Release of 2005
- 2006: XRCO Award: Best Director
- 2006: XRCO Award: Best Epic

und weitere 22 Auszeichnungen.